# بيتر كارستن
بيتر كارستن (بالألمانية: Peter Carsten)‏ هو منتج أفلام وممثل ألماني، ولد في 30 أبريل 1928 في ألمانيا، وتوفي في 20 أبريل 2012 في سلوفينيا.

## وصلات خارجية
- بيتر كارستن على موقع IMDb (الإنجليزية)
- بيتر كارستن على موقع روتن توميتوز (الإنجليزية)
- بيتر كارستن على موقع مونزينجر (الألمانية)
- بيتر كارستن على موقع ألو سيني (الفرنسية)
- بيتر كارستن على موقع أول موفي (الإنجليزية)
- بيتر كارستن على موقع قاعدة بيانات الأفلام السويدية (السويدية)
- بيتر كارستن على موقع إن إن دي بي (الإنجليزية)
- بيتر كارستن على موقع قاعدة بيانات الفيلم (الإنجليزية)
- بيتر كارستن على موقع كينوبويسك (الروسية)